# مکزیکو بیچ (فلوریدا)
مکزیکو بیچ (به انگلیسی: Mexico Beach) شهری در شهرستان بی ایالت فلوریدا است که در سال ۱۹۶۷ بنیان‌گذاری شده‌است. این شهر طبق سرشماری سال ۲۰۱۰ میلادی، ۱٬۰۷۲ نفر جمعیت داشته و مساحت آن نیز ۳٫۴ کیلومتر مربع است.